# Everton Nascimento de Mendonça
Everton Nascimento de Mendonça, meglio conosciuto come Everton (Maceió, 3 luglio 1993), è un calciatore brasiliano, attaccante del Bali Utd.